# Уругвайская кухня

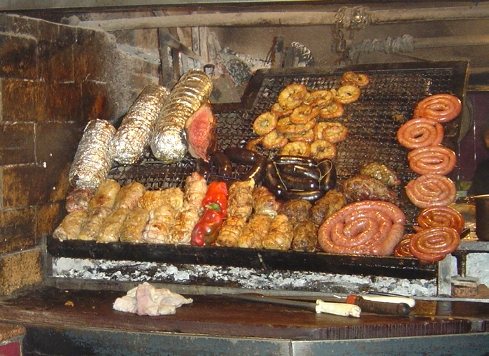
Уругвайское асадо c колбасами (2008)

Уругвайская кухня (исп. Gastronomía de Uruguay) — национальная кухня Уругвая; имеет в своей основе кухню индейцев Чарруа, а также — аргентинскую и креольскую кухни. Отличается от соседних стран значительным влиянием европейской кулинарной традиции: влиянием итальянской, испанской, португальской, французской, немецкой и британской кухни.

## Характеристика
В связи с заметным влиянием итальянской кухни, в Уругвае весьма популярны пасты, пиццы и другие мучные изделия. Испанское влияние также очень распространено, особенно в десертах, например, бискочо. Основным ингредиентов для ряда национальных блюд является говядина. Много блюд пришло в Уругвай из бразильской и аргентинской кухни. Влияние кухни коренного населения незначительно. Уругвай является одной из ведущих стран по потреблению красного мяса на душу населения. При этом говядина является главным элементом уругвайской кухни. Пшеница и фрукты, как правило, подаются в жареном виде (торта фрита и пастелес), засахаренном (рападура и тихолос де банана), а иногда и в запечённом виде (Роска де чичарронес) по современному стилю готовки. Основным напитком в стране является йерба мате. Из горячих напитков также известен субмарино.